# Chukuram
Chukuram är en kulle i Mikronesiens federerade stater. Den ligger i kommunen Pwene och delstaten Chuuk, i den västra delen av landet, 700 km väster om huvudstaden Palikir. Toppen på Chukuram är 150 meter över havet.